# La Bella Mafia
La Bella Mafia – trzeci album studyjny amerykańskiej raperki Lil' Kim, wydany 4 marca 2003, przez Atlantic.
Płyta zadebiutowała na #5. miejscu w Billboard 200. Sprzedała się w 166.000 egzemplarzach, od dnia premiery. Na Top R & B / Hip-Hop Albums, krążek zajął miejsce #4. Album uzyskał platynę, przyznaną mu przez RIAA, za sprzedaż 1 miliona kopii na całym świecie. Z płyty pochodzą dwa single "The Jump Off" i "Magic Stick" które zajęły wysokie pozycje na listach przebojów.
Na japońskim wydaniu płyty, znajduje się piosenka "What's the World?".

## Lista utworów
1. "Juicytro" - 1:25
2. "Hold It Now" (featuring "Havoc") - 5:25
3. "Doing It Way Big" - 4:00
4. "Can't Fuck with Queen Bee" (featuring "Governor and Shelene Thomas with Full Force") - 4:58
5. "Hollywood Song" (skit) - 0:51
6. "Shake Ya Bum Bum" (featuring "Lil' Shanice") - 3:18
7. "This Is Who I Am" (featuring "Swizz Beatz" & "Mashonda") - 3:16
8. "The Jump Off" (featuring "Mr. Cheeks") - 3:54
9. "This Is a Warning" - 3:42
10. "(When Kim Say) Can You Hear Me Now?" (featuring "Missy Elliott") - 3:12
11. "Thug Luv" (featuring "Twista") - 4:36
12. "Magic Stick" (featuring "50 Cent") - 3:31
13. "Get In Touch with Us" (featuring "Styles P") - 3:47
14. "Heavenly Father" (featuring "Hillary Weston") - 5:07
15. "Tha Beehive" (featuring "Reeks", "Bunky S.A.", "Vee & Saint" from "The Advakids") - 8:07
16. "Come Back for You" - 4:20